# Рибейру, Родригу
Родри́гу Дуа́рте Рибе́йру (порт. Rodrigo Duarte Ribeiro; родился 28 апреля 2005, Виана-ду-Каштелу) — португальский футболист, нападающий клуба «Спортинг», выступающий на правах аренды за клуб АВС.

## Клубная карьера
Выступал за футбольные академии клубов «Перспектива эм Жогу», «Алфененсе» и «Спортинг». 13 мая 2021 года подписал свой первый профессиональный контракт со «Спортингом». 9 марта 2022 года дебютировал в основном составе «львов» в матче 1/8 финала Лиги чемпионов против «Манчестер Сити».

## Карьера в сборной
Выступал за сборные Португалии до 16, до 17, до 19 и до 20 лет.